# Valle de Seta

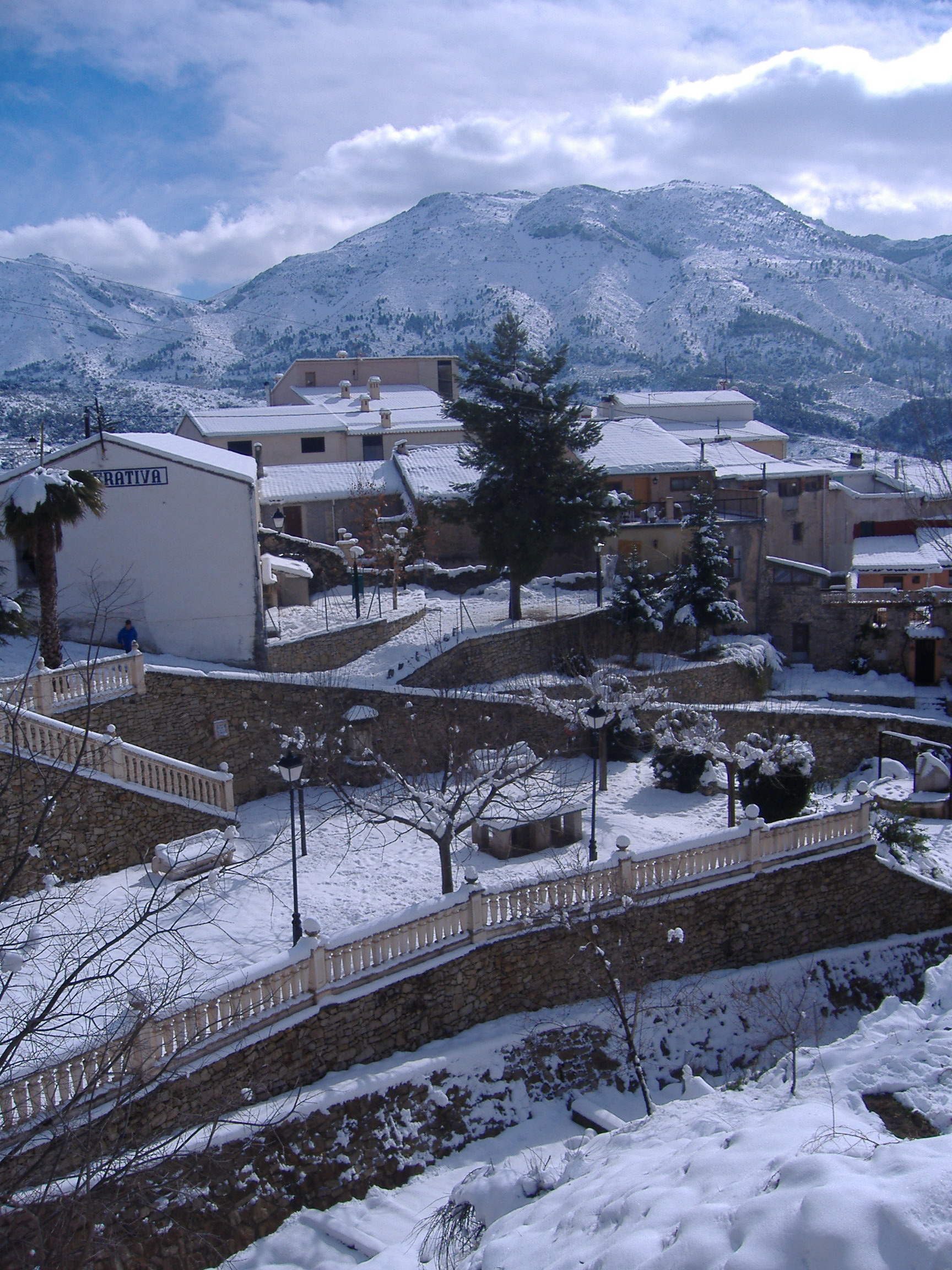
Vista del pueblo de Benimasot (Alicante) nevado.

El Valle de Seta, también conocido como la Vall de Seta (en valenciano) y a veces escrito Ceta o Zeta, se sitúa en la comarca del Condado de Cocentaina, en el norte de la provincia de Alicante (España). Está formado por el espacio que recorre el río Seta y está rodeado por las sierras de Almudaina, la Serrella y Alfaro.  
Dentro del valle se encuentran los municipios de Gorga, Balones, Benimasot, Facheca, Famorca, Cuatretondeta y Tollos, siendo la zona menos poblada de las comarcas centrales de la Comunidad Valenciana. En la Edad Media, antes de la reconquista, existía el municipio de Seta, el cual abarcaba los actuales términos de Tollos, Facheca y Famorca.
Dentro del paisaje de este valle destacan:
- Barranco de Malafí
- Yacimiento arqueológico de Llano de Petracos
- El monte Pla de la Casa, con una altura de 1.379 m
- Las rocas calizas en forma de aguja de Els Frares de Cuatretondeta
- L'Avenc de Famorca, cueva con simas y estalactitas

- Datos: Q11704973